# Ranoli
Ranoli é uma vila no distrito de Vadodara, no estado indiano de Gujarat.

## Demografia
Segundo o censo de 2001, Ranoli tinha uma população de 11 057 habitantes. Os indivíduos do sexo masculino constituem 54% da população e os do sexo feminino 46%. Ranoli tem uma taxa de literacia de 74%, superior à média nacional de 59,5%: a literacia no sexo masculino é de 81% e no sexo feminino é de 65%. Em Ranoli, 12% da população está abaixo dos 6 anos de idade.